# Rabobank Cycling Team/Saison 2010
Dieser Artikel listet Erfolge und Mannschaft des Radsportteams Rabobank in der Saison 2010 auf.

## Saison 2010

### Erfolge im World Calendar
In den Rennen der Saison 2010 des World Calendars gelangen die nachstehenden Erfolge.
| Datum         | Rennen                          | Fahrer          |
| ------------- | ------------------------------- | --------------- |
| 7. März       | Prolog Paris–Nizza              | Lars Boom       |
| 20. März      | Mailand-San Remo                | Óscar Freire    |
| 5. April      | 1. Etappe Vuelta al País Vasco  | Óscar Freire    |
| 6. April      | 2. Etappe Vuelta al País Vasco  | Óscar Freire    |
| 17. Juni      | 6. Etappe Tour de Suisse        | Robert Gesink   |
| 6. August     | 6. Etappe Polen-Rundfahrt       | Bauke Mollema   |
| 20. August    | 3. Etappe Eneco Tour            | Koos Moerenhout |
| 12. September | Grand Prix Cycliste de Montréal | Robert Gesink   |

### Erfolge in der UCI Europe Tour
In den Rennen der Saison 2010 der UCI Europe Tour gelangen die nachstehenden Erfolge.
| Datum         | Rennen                                           | Fahrer         |
| ------------- | ------------------------------------------------ | -------------- |
| 8. Februar    | Trofeo Cala Millor                               | Óscar Freire   |
| 22. Februar   | 2. Etappe Ruta del Sol                           | Óscar Freire   |
| 23. Februar   | 3. Etappe Ruta del Sol                           | Óscar Freire   |
| 11. Juni      | Prolog Delta Tour Zeeland                        | Jos van Emden  |
| 16. Juni      | 1. Etappe Ster Elektrotoer                       | Jos van Emden  |
| 23. Juni      | Niederländische Meisterschaft - Einzelzeitfahren | Jos van Emden  |
| 8. Juli       | 5. Etappe Österreich-Rundfahrt                   | Nick Nuyens    |
| 10. Juli      | 7. Etappe Österreich-Rundfahrt                   | Joost Posthuma |
| 11. Juli      | 8. Etappe Österreich-Rundfahrt                   | Graeme Brown   |
| 5. September  | GP Jef Scherens                                  | Lars Boom      |
| 15. September | GP de Wallonie                                   | Paul Martens   |
| 9. Oktober    | Giro dell’Emilia                                 | Robert Gesink  |
| 10. Oktober   | Paris–Tours                                      | Óscar Freire   |

### Erfolge bei anderen Rennen
| Datum     | Rennen                                         | Fahrer          |
| --------- | ---------------------------------------------- | --------------- |
| 26. Juli  | Wielerspektakel van Boxmeer ´Daags na de Tour´ | Lars Boom       |
| 27. Juli  | Profronde van Stiphout                         | Robert Gesink   |
| 29. Juli  | Wateringse wielerdag                           | Koos Moerenhout |
| 5. August | Ronde van Oostvoorne                           | Robert Gesink   |
| 6. August | Mijl van Mares - Maarheeze                     | Lars Boom       |
| 8. August | Profronde van Zevenbergen                      | Koos Moerenhout |

### Abgänge - Zugänge
| Zugänge           |                      | Abgänge             |              |
| ----------------- | -------------------- | ------------------- | ------------ |
| Steven Kruijswijk | Rabobank Continental | Juan Antonio Flecha | Team Sky     |
| Dennis van Winden | Rabobank Continental | Mathew Hayman       | Team Sky     |
|                   |                      | Marc de Maar        | OUCH-Maxxis  |
|                   |                      | Bram de Groot       | Karriereende |
|                   |                      | Pedro Horrillo      | Karriereende |

### Mannschaft
| Name                | Geburtstag         | Nationalität |              |
| ------------------- | ------------------ | ------------ | ------------ |
| Mauricio Ardila     | 21. Mai 1979       | Kolumbien    |              |
| Lars Boom           | 30. Dezember 1985  | Niederlande  |              |
| Graeme Brown        | 9. April 1979      | Australien   |              |
| Stef Clement        | 24. September 1982 | Niederlande  |              |
| Laurens ten Dam     | 13. November 1980  | Niederlande  |              |
| Jos van Emden       | 18. Februar 1985   | Niederlande  |              |
| Rick Flens          | 11. April 1983     | Niederlande  |              |
| Óscar Freire        | 15. Februar 1976   | Spanien      |              |
| Juan Manuel Gárate  | 24. April 1976     | Spanien      |              |
| Robert Gesink       | 31. Mai 1986       | Niederlande  |              |
| Dmitri Kosontschuk  | 5. April 1984      | Russland     |              |
| Steven Kruijswijk   | 7. Juni 1987       | Niederlande  |              |
| Sebastian Langeveld | 17. Januar 1985    | Niederlande  |              |
| Tom Leezer          | 26. Dezember 1985  | Niederlande  |              |
| Paul Martens        | 26. Oktober 1983   | Deutschland  |              |
| Denis Menschow      | 25. Januar 1978    | Russland     |              |
| Koos Moerenhout     | 5. November 1973   | Niederlande  |              |
| Bauke Mollema       | 26. November 1986  | Niederlande  |              |
| Grischa Niermann    | 3. November 1975   | Deutschland  |              |
| Nick Nuyens         | 5. Mai 1980        | Belgien      |              |
| Joost Posthuma      | 8. März 1981       | Niederlande  |              |
| Kai Reus            | 11. März 1985      | Niederlande  |              |
| Tom Stamsnijder     | 15. Mai 1985       | Niederlande  |              |
| Bram Tankink        | 3. Dezember 1978   | Niederlande  |              |
| Maarten Tjallingii  | 5. November 1977   | Niederlande  |              |
| Pieter Weening      | 5. April 1981      | Niederlande  |              |
| Dennis van Winden   | 2. Dezember 1987   | Niederlande  |              |
| Stagiaires          | Stagiaires         | Nationalität | Nationalität |
| Jetse Bol           | Jetse Bol          | Niederlande  |              |

## Trikot

2010